# Opération Hammer (1940)
 (novembre 2014).
Si vous disposez d'ouvrages ou d'articles de référence ou si vous connaissez des sites web de qualité traitant du thème abordé ici, merci de compléter l'article en donnant les références utiles à sa vérifiabilité et en les liant à la section « Notes et références ».
Pour l'opération en Afghanistan en 2007, voir Opération Hammer (2007).

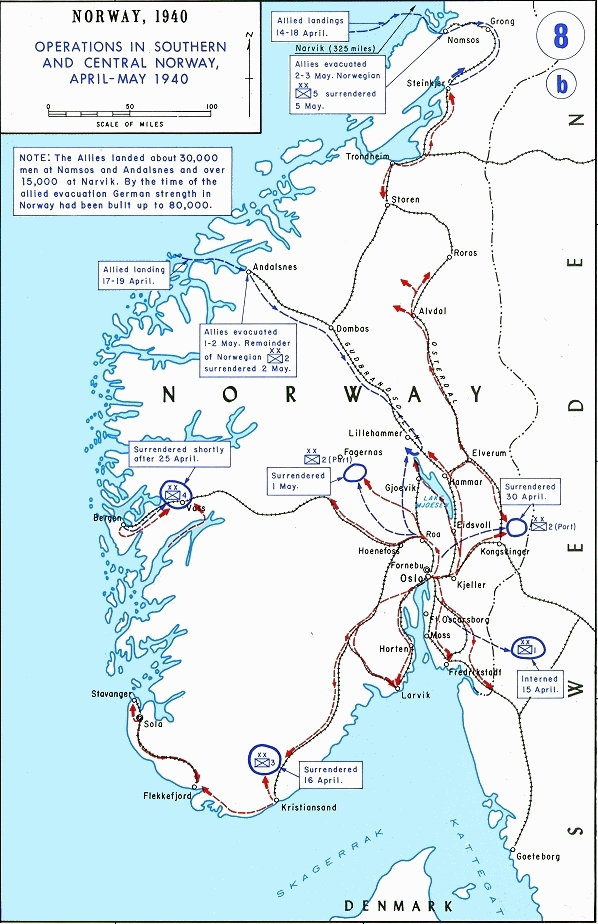
Carte des opérations d’avril-mai 1940 au sud et au centre de la Norvège.

L'opération Hammer est une opération militaire menée par les Alliés pendant la campagne de Norvège, dont l’objectif était la prise du port norvégien de Trondheim. Elle se conclut par un échec.

## Contexte historique

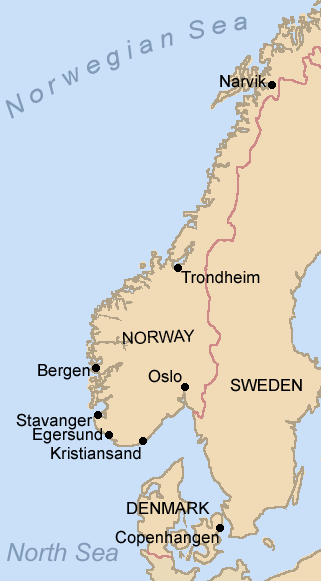
Les sites de débarquement des troupes allemandes pendant la phase initiale de l'.

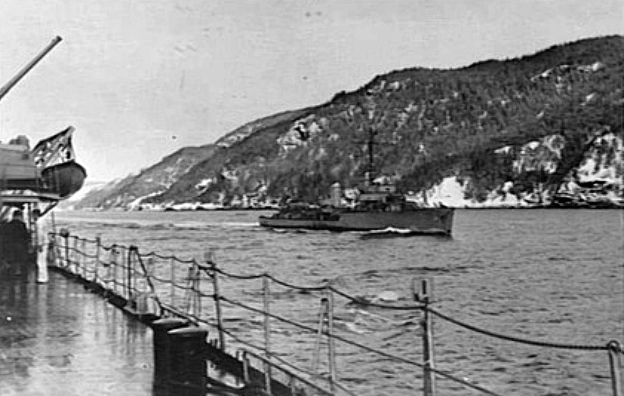
Un contre-torpilleur allemand faisant partie de l’escorte du croiseur lourd Admiral Hipper. Ce croiseur et les quatre contre-torpilleurs Paul Jakobi, Theodor Riedel, Bruno Heinemann et Friedrich Eckoldt ont transporté les 1200 hommes du de montagne (Gebirgsjäger-Regiment) à Trondheim en avril 1940.

Les Alliés cherchaient à interrompre l'approvisionnement de l'Allemagne en fer suédois, qui devait s’effectuer l'hiver par voie maritime depuis le port norvégien de Narvik, port toujours libre de glaces.
Leur plan était de provoquer une invasion allemande de la Norvège en minant le Vestfjord et d’autres fjords (opération Wilfred), pour justifier ensuite l’envoi d’un corps expéditionnaire pour occuper la Norvège neutre (plan R 4).
L'opération Wilfred, initialement prévue le 5 avril, est reportée au 8 avril en raison de désaccords à propos d'une opération conjointe de minage du Rhin, l'opération Royal Marine.
Le 9 avril, les Allemands envahissent le Danemark et la Norvège.
Narvik, Trondheim, Oslo, Bergen et d'autres villes importantes sont prises dès le premier jour. Des éléments de l'armée norvégienne résistent encore aux Allemands au nord d'Oslo. Les Premiers ministres britanniques et français et leurs conseillers militaires décident à l'unanimité de reprendre Trondheim, puis de faire la connexion avec les troupes norvégiennes afin de bloquer la progression allemande vers le nord du pays.

## Moyens engagés
Le plan initial envisageait une action navale contre Trondheim ainsi que le débarquement de troupes :
- la force Faucille à Åndalsnes, au sud de Trondheim ;
- la force Marteau à Trondheim ;
- la force Maurice à Namsos, au nord de Trondheim.

Le débarquement de troupes à Trondheim, jugé trop risqué en raison du renforcement des défenses allemandes, fut abandonné.

## Chronologie

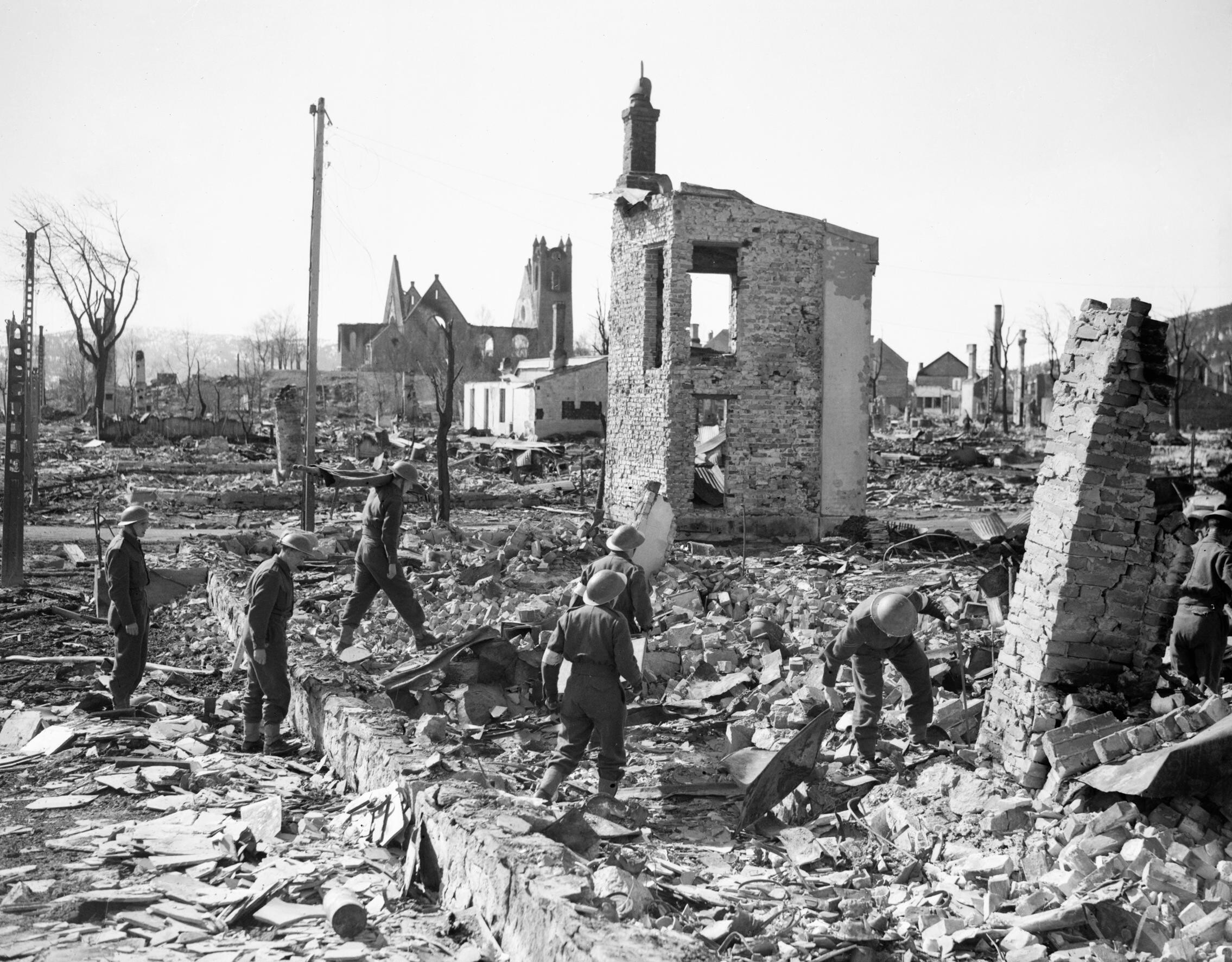
Troupes britanniques parcourant les ruines de Namsos après un raid aérien allemand en avril 1940.

- 9 avril 1940 – Prise de Trondheim par les troupes allemandes, qui ne rencontrent pas d’opposition.
- 16 avril 1940 – Débarquement de la 146e brigade d'infanterie britannique à Namsos durant la nuit ; celle-ci se porte immédiatement sur Steinkjer.
- 17 avril 1940 – Débarquement de forces britanniques à Åndalsnes.
- 18 avril 1940 – Débarquement de la 148e brigade d'infanterie britannique à Åndalsnes, commandée par le général Bernard Paget. Des troupes britanniques débarquent également à Molde. Une partie de la 5e demi-brigade de chasseurs alpins français débarque à Namsos, sans équipement ni approvisionnement.
- 19 avril 1940 – Les unités de la 146e brigade britannique qui ont avancé vers Steinkjer doivent se replier sous les attaques allemandes, soutenues par l’artillerie navale depuis le fjord de Trondheim.
- 20 avril – Les bombardements aériens allemands sur Namsos détruisent la ville, les installations portuaires, ainsi que les emplacements de débarquement
- 22 avril 1940 – La 148e brigade d'infanterie britannique, attaquée au nord de Lillehammer par des forces supérieures, est forcée à se replier.
- 23 avril 1940 – Durant la nuit, la 15e brigade d’infanterie britannique (en) débarque à Molde et Åndalsnes, puis rejoint la 148e brigade.
- 27 avril 1940 – Åndalsnes est lourdement bombardé.
- 28 avril 1940 – Le général Paget informe le général Otto Ruge, le commandant en chef de l’armée norvégienne, que les Alliés devront quitter le centre de la Norvège.
- 30 avril 1940 – Les troupes de l'opération Hammer commencent leur évacuation.
- 1er mai 1940 – Fin du rembarquement des troupes à Åndalsnes. Plus de 4 400 hommes ont été évacués, mais l’équipement a dû être laissé sur place et détruit.
- 2 mai 1940 – Les Allemands atteignent Åndalsnes. Les Alliés commencent à rembarquer à Namsos. Avant l'aube, 5 400 soldats britanniques et français ont été évacués.
- 3 mai 1940 – La quasi-totalité des troupes franco-britanniques de l'opération Hammer a été évacuée.